# Карманник (мультфильм)
«Карманник» — советский кукольный мультипликационный фильм Аиды Зябликовой, снятый на студии «Союзтелефильм» в 1990 году по сценарию Сергея Шаца. Повествует о приключениях маленького карманного вора Коляна. Приз «лучший фильм для детей» международного телефестиваля в Монтрё (1991), приз международного кинофестиваля в Пост-Мантре (1991), приз I международного фестиваля анимационных фильмов «Крок» (1991). Считается знаковым мультфильмом 1990-х годов.

## Сюжет
Жил на свете воришка, промышлявший карманными кражами в общественном транспорте. Звали воришку Колян. Был он настолько маленький, что целиком помещался в кошелёк. Залезал Колян к кому-нибудь в карман, фонарик включал, а там уже и в кошелёк забирался. Был Колян очень наглым и сам себя считал «вором в законе».
И вот случилось однажды так, что, из-за качнувшегося автобуса, защёлкнулся кошелёк, в котором находился Колян. Попал Колян в дом, хозяин которого, естественно, возмутился, обнаружив в своём кошельке «уголовника». Пойманного Коляна посадили в птичью клетку за то, что он укусил хозяйскую дочку за палец. Но девочка уверена, что Колян её любит, и сама заявляет: «Он мой. Коля, я люблю тебя!».
В конце концов, Коляну удалось подружиться с хозяйской дочкой и, даже, спасти её от напавшего вора-домушника, что смягчило хозяйский гнев. Одолеть вооружённого бандита было не просто, но всё же Колян справился. В конце фильма над заснеженным пустырём, где девочка едва не лишилась жизни, вновь раздаётся её признание в любви.
Возможно, вдохновлённый собственным подвигом Колян всё же сможет осуществить свою мечту стать лётчиком. А даже если и не станет, то «всё равно он — человек и заслуживает того, чтобы его любить и жалеть».
Есть в этом фильме, как и в любом детективе, и погони, и драки. Хоть и «страшненький» этот фильм, но особенно в нём бояться нечего, потому что он детский и заканчивается хорошо.

## Съёмочная группа
| Автор сценария       | Сергей Шац |
| Режиссёр-постановщик | Аида Зябликова |
| Художник-постановщик | Анна Потрясаева |
| Куклы изготовили     | М. Авдеев, Маргарита Богатская, Геннадий Богачев, Анатолий Гнединский, Любовь Доронина, Борис Караваев, Е. Леонова, Александра Мулюкина, Нина Пантелеева, Елена Покровская, Виктор Слетков, Владимир Шафранюк |
| Аниматоры            | Алла Гришко, Владимир Кадухин, Юлия Наумова, Милана Федосеева |
| Ассистенты           | Э. Антушева, С. Вальцов, Игорь Медник |
| Оператор             | Константин Инешин |
| Композитор           | Михаил Меерович |
| Звукооператор        | Сергей Кель |
| Монтажёр             | Т. Иванкова |
| Редактор             | Алиса Феодориди |
| Директор             | Бобровская Е. |
| Роли озвучивали      | - Татьяна Божок (Дочка) - Вячеслав Невинный (Колян) - Юрий Пузырёв (Кореш Коляна) - Пётр Щербаков (Отец) |

## Технические данные
| Тип               | кукольный                                                 |
| Жанр              | новелла                                                   |
| Продолжительность | 18 минут                                                  |
| Студия            | Студия мультипликационных телефильмов ТПО «Союзтелефильм» |
| Дата производства | 1990 год                                                  |

## История создания
Аида Зябликова увлеклась историей про маленького вора, целиком помещающегося в карман, ещё до того, как был написан полноценный сценарий, когда это была всего лишь сценарная заявка Сергей Шаца. К тому моменту перестройка была в самом разгаре, цензура была отменена, и сама Зябликова была уже настолько известным режиссёром, что художественный совет студии доверял ей снимать фильмы даже по тем заявкам, которые не нравились членам этого совета. Несмотря на это, именно в случае «Карманника», редактор, с которой обычно работала Зябликова и реакция которой выражалась фразой «А что тебе здесь нравится? Это же что-то немыслимое, что-то ужасное», решила проявить осторожность. Сама Зябликова понимала, что чудовищная шокирующая идея «Карманника» противоречила всему тому, что снималось до этого в советской мультипликации, поскольку предлагалось снять фильм, с ёрнической симпатией повествующий детям об «уголовном элементе» — карманном воре. Понимала, что такую «сказку» раньше и близко к экрану не подпустили бы, но ничего не могла с собой поделать, поскольку замысел ей очень понравился, и она уповала на отменённую цензуру. Осторожничающая редактор передала заявку для решения редактору чином повыше, реакция которой оказалась аналогичной, и потому заявка попала к главному редактору студии. Главный редактор пытался отказать, но Зябликова, по её словам, переубедила его простейшим доводом: «Ну, мне очень хочется». Так было получено разрешение на работу над фильмом.
Фильм «Карманник» стал первой совместной работой Зябликовой с Сергеем Шацем. Эта работа запомнилась Зябликовой на всю жизнь, как что-то фееричное. Сергей стал не только лучшим сценаристом, с которым работала Зябликова, но и её другом, у которого она даже останавливалась жить, когда бывала в американском городе Пало-Алто, куда Шац однажды неожиданно для Зябликовой переехал. По словам Зябликовой, при работе над Карманником она с Шацем составила единую «мыслительную машину», в которой каждый поочерёдно вырабатывал «единую творческую энергию», вдохновляя один другого. Достигнутое доверие было настолько велико, что каждый без сожаления менял собственные логические построения на построения коллеги. По словам Зябликовой, она готова была полететь в космос с Шацем, и сомневалась, что подобная степень сотрудничества будет когда-нибудь достигнута ею с кем-либо ещё.
После написания сценария, как это принято в кукольной мультипликации, состоялся выбор актёров озвучания. На роль карманника Коляна был выбран Ролан Быков. По словам Зябликовой, Быков был выбран, так как он сам по себе был, как ей казалось, маленьким, злым, полным какой-то специфической энергии, полностью соответствующим типажу персонажа. На запись были приглашены и другие актёры: Божок, Пузырёв, Щербаков. А Дуров на начало мероприятия опоздал. К моменту его явки, режиссёр уже в лицах, размахивая руками, рассказывала актёрам сценарий, ей уже удалось заразить исполнителей энтузиазмом, рассмешить их. Дуров был чем-то разозлён ещё до прихода в студию и отказался от предварительного прослушивания сценария в исполнении режиссёра, захотел играть сам. По мнению Зябликовой, Дуров, в отличие от всех остальных актёров озвучания, хорошо вжившихся в свои роли и соответственно их сыгравших, сыграл свою роль плохо. Он сыграл шаблонного мелкого уголовника — однообразного и однозначного. Причиной тому, как считает Зябликова, явилось то, что Дуров считал этот проект «какой-то мультяшкой», а не «гениальным кино», каким его видела режиссёр.
Запись голосов была расшифрована. Как обычно в кукольной мультипликации, движения кукол и хронометраж подгонялись под эту голосовую запись. Были созданы шарнирные куклы. Художники-аниматоры имитировали движения, кадр за кадром выстраивая сцены. Они «оживляли» кукол, делая так, как могут только художники, чтобы куклы выглядели, как будто они что-то чувствуют. Сцену, в которой Колян сидит в клетке, горюя, обдумывает незадавшуюся жизнь свою, а потом просит закурить и получает папиросу, первоначально снимала молодая художница, которая сама ни разу в жизни не курила. Эту сцену пришлось переснимать, поскольку не успела режиссёр, по её словам, оглянуться, как Колян выкурил папиросу в одну короткую затяжку и тут же упал бездыханным. В общей сложности, процесс съёмки фильма занял девять месяцев.
При просмотре готовой ленты стало понятно, что озвучка Коляна не дотягивала до высоты изобразительного мастерства, настолько интересным получился этот персонаж визуально. Тогда было принято решение о второй записи. Нужно было подобрать такого актёра, который смог бы записать реплики, подогнав их под изображение. Такой нашёлся, это был обладавший умным и фантастически гибким голосом Вячеслав Невинный, умевший, как и Георгий Вицин, сыграть своим голосом всё, что угодно.

## После съёмок
Несмотря на то, что идея «Карманника» не сразу получила поддержку начальства и коллег Аиды Зябликовой, он стал одним из самых знаковых мультфильмов 1990-х годов.
Когда Аида Зябликова взялась совместно с Сергеем Шацем за новый проект — сериал про бобберов, то начинавшая работать над проектом художница первоначально ошибочно нарисовала бобберов похожими на персонажей из мультфильма «Карманник».
В 2004 году переделанный из сценария мультфильма рассказ Сергея Шаца «Карманник» был опубликован в сборнике его рассказов «Три подвига Сумбурука». Рассказ был посвящён Аиде Петровне Зябликовой.
В 2013 году мультфильм был показан на Большом фестивале мультфильмов в рамках премьерного запуска проекта «Пропущенные фильмы 90-х», где дал название первой из двух соответствующих подборок фильмов.

## Критика
Как отметила на страницах кинословаря «Новейшей истории отечественного кино» Наталья Лукиных, только после создания «Карманника» (полюбившегося всем на первом фестивале «КРОК») Аида Зябликова была признана мэтром мультипликации. По мнению Лукиных, если бы фильм создавался в технике рисования, то в нём не осталось бы той «очаровательной дури», которую ему придали «потешные куклы», позволившие, к тому же, выявить комичность несоответствия большого мира обычных людей и маленького мира попавшего к ним в заточение «крутого» карманника. Несмотря на скромные технологические возможности, которыми располагала Зябликова, ей удалось проделать виртуозное очеловечивание карикатурных персонажей фильма.
Виктория Фомина в своей искусствоведческой кандидатской диссертации относит фильм «Карманник» к образцам вхождения в кукольное кино взрослой темы осмысления современного абсурда, пришедшей в конце 80-х — начале 90-х годов одновременно с вытеснением системы проката детской мультипликации в кино и на телевидении. Также Фомина относит фильм «Карманник» к пришедшей на смену предметной анимации череде кукольных фильмов 1989—1991 годов, характерных проявлением яркого символического выражения персонажей не через их весьма условные облики, а на уровне аксессуаров и деталей, каковыми выступали, например, птичья клетка и баллончик с ядом в руках хозяев дома, в который попал Колян. Фомина отмечает, что с развитием сюжета «отмороженный» поначалу Коля понемногу отогревается любовью девочки, вдохновляется ею на подвиг, а, одновременно с этим, любовь к нему со стороны режиссёра открывает для него, посредством парящего белого самолёта, новое, уходящее в снежную высь, белое на белом, пространство. Режиссёр признаёт наличие у карманного вора Коляна собственного достоинства, раскрывает его внутреннюю драму, амбивалентность его характера, создаёт из него героя-медиатора. Встроенный режиссёром в фильм драматургический механизм внутреннего препятствия обрекает Коляна на подвиг. Маленький карманник вдруг вырастает до масштабов героя, с медалью из старой монеты на груди торжественным маршем восходит он по красной ковровой дорожке в открывшееся ему белое пространство. Но вдруг пугается пустоты и пытается покончить самоубийством под колёсами автомобиля. По разному художники показывали снег в мультфильмах. Разные злоключения переживали на экране спрятавшиеся под таким снегом мультипликационные персонажи. Но впервые все ироничные аллюзии сходятся к такой исключительной силы горечи: настолько мал Колян, что проехавший автомобиль просто втоптал его в снег, не повредив.

## Награды
- 1991 — приз «лучший фильм для детей» международного телефестиваля в Монтрё[27].
- 1991 — приз международного кинофестиваля в Пост-Мантре[7][28].
- 1991 — приз I международного фестиваля анимационных фильмов «Крок»[7][28].